# Artemisia bargusinensis
Artemisia bargusinensis — вид квіткових рослин з родини айстрових (Asteraceae). Поширення: Сибір, Корея, Монголія, Китай (Хейлунцзян). Населяє схили, луки, лісові узлісся; середні височини.

## Біоморфологічна характеристика
Це багаторічна трав'яниста рослина заввишки 20–60 см, з товстими кореневищами. Нижнє листя овально-довгасте або довгасте, 10–15 × 2–3 см, 2-перисторозсічені; сегменти 3 або 4 пари; часточки лінійно-ланцетні, лінійні або серпасті, 10–15 × 1–2 мм. Середнє стеблове листя на ніжці 5–7 см; листова пластинка довгасто-яйцеподібна, 1- або 2-розрізна; сегменти 3 (або 4) пари. Верхнє листя та листоподібні приквітки перисто-розсічені, 3-розрізні або цілокраї. Синцвіття — довга, вузька волоть. Обгортка широко яйцеподібна, 3–4 мм у діаметрі. Крайових жіночих квіточок 10–15. Дискових квіточок 25–30, чоловічі. Сім'янка оберненояйцеподібна. Цвітіння та плодіння: серпень — жовтень.